# Nagoya
Nagoya (名古屋市) és la quarta ciutat més gran (tercera regió metropolitana) i la tercera ciutat més pròspera del Japó. Ubicada a la costa de l'oceà Pacífic a la regió de Chubu cap al centre de Honshu, és la capital de la Prefectura d'Aichi. A la vora de la badia d'Ise, la capital de la prefectura s'estén per un altiplà de la plana de Nōbi. Ocupa una superfície de 326,45 km², 24,52 km d'est a oest i 25,13 km de nord a sud. És la seu de les universitats de Nagoya i Aichi.

## Història
La ciutat va ser fundada l'1 d'octubre del 1889 però va ser totalment destruïda durant els bombardejos de 1945 en el context de la Segona Guerra Mundial i reconstruïda després de nou.

## Hidrografia
La ciutat de Nagoya inclou 57 cursos d'aigua que formen una xarxa d'aigua de 215 km de llarg i formada en gran part pel riu Shōnai, la desembocadura del qual es troba a la badia d'Ise, i els seus afluents.

## Transport

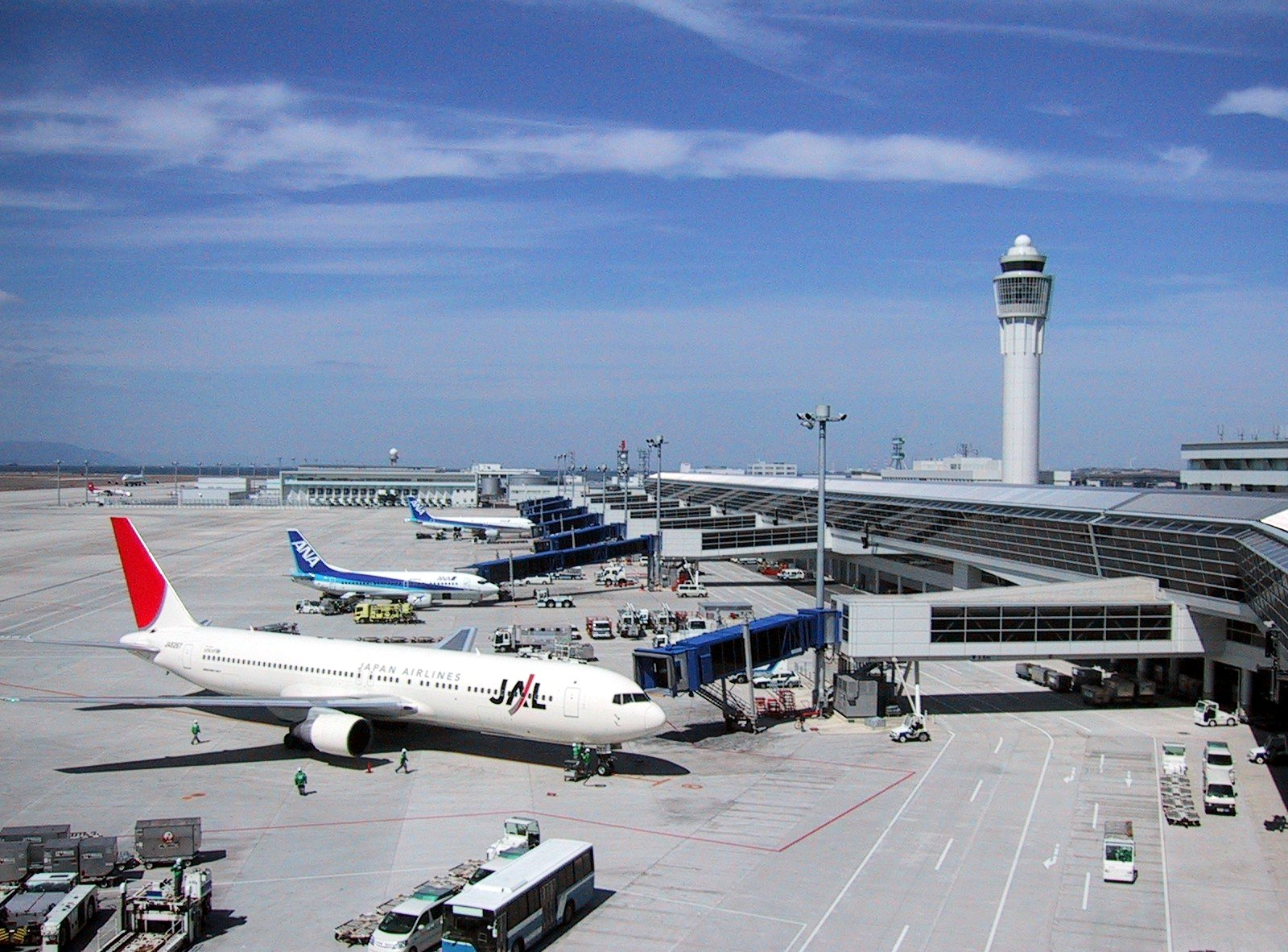
Aeroport Internacional de Chubu, construït en una illa artificial

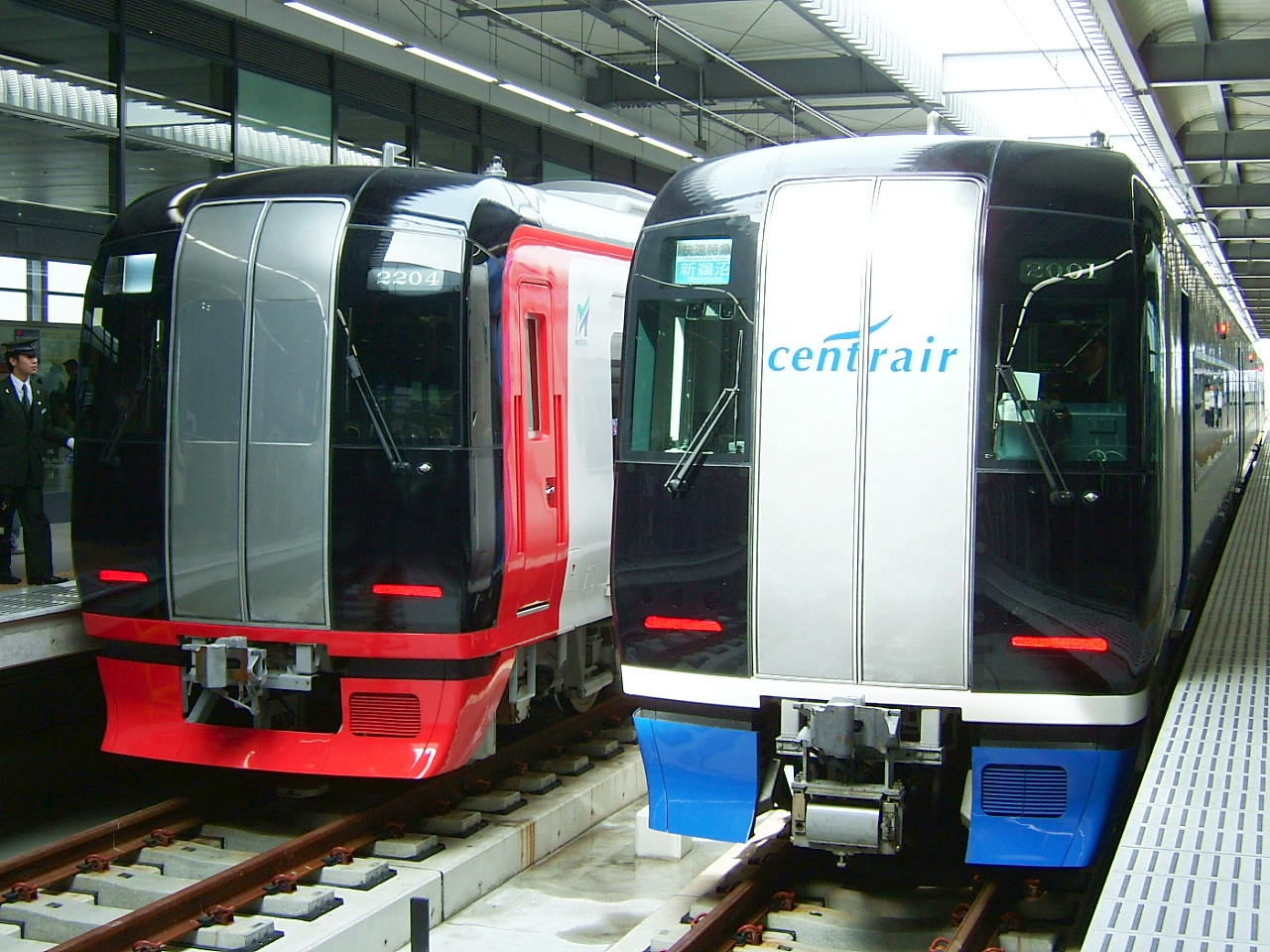
ΜSky Limited Express de Meitetsu

Nagoya va ser servida per l'aeroport de Nagoya (aeroport internacional de Komaki) fins al febrer de 2005. Aquest aeroport va ser substituït per l'aeroport internacional de Chūbu, amb el mateix codi OACI ONG; la construcció d'aquest nou aeroport, en una illa artificial, Tokoname, coincideix amb l'organització de l'Expo 2005, una exposició internacional que es va inaugurar a Nagakute. L'aeroport té vols internacionals i un gran volum de vols nacionals.
Un segon aeroport és l'aeròdrom de Nagoya (aeroport de Komaki, NKM) a prop del límit de la ciutat amb Komaki i Kasugai. El 17 de febrer de 2005, els vols comercials internacionals de l'aeroport de Nagoya es van traslladar a l'aeroport de Centrair. L’aeròdrom de Nagoya s’utilitza ara per a l'Aviació general i com a base aèria i és el centre principal de Fuji Dream Airlines.
L'estació de Nagoya, l'estació de tren més gran del món per superfície, es troba a la línia Tōkaidō Shinkansen, la línia principal de Tōkaidō i la línia principal de Chūō, entre d'altres. JR Central, que opera el Tōkaidō Shinkansen, té la seu allà. Meitetsu també té seu a Nagoya i, juntament amb Kintetsu, proporciona servei ferroviari regional a les regions de Tōkai i Kansai. El metro de Nagoya proporciona servei de trànsit urbà.
El port de Nagoya és el port més gran pel seu valor comercial internacional al Japó. Toyota Motor Corporation exporta per aquest port. Amb un volum de 202.556 tones de mercaderies el 2012, també és el quinzè port del món.
Nagoya és coneguda pel seu pla ordenat de carrers, del qual és responsable el shōgun Tokugawa Ieyasu.
Nagoya té sis línies de metro, inclosa una circular. La xarxa de carreteres i carreteres és densa i continua desenvolupant-se a Nagoya i als voltants.

## Districtes

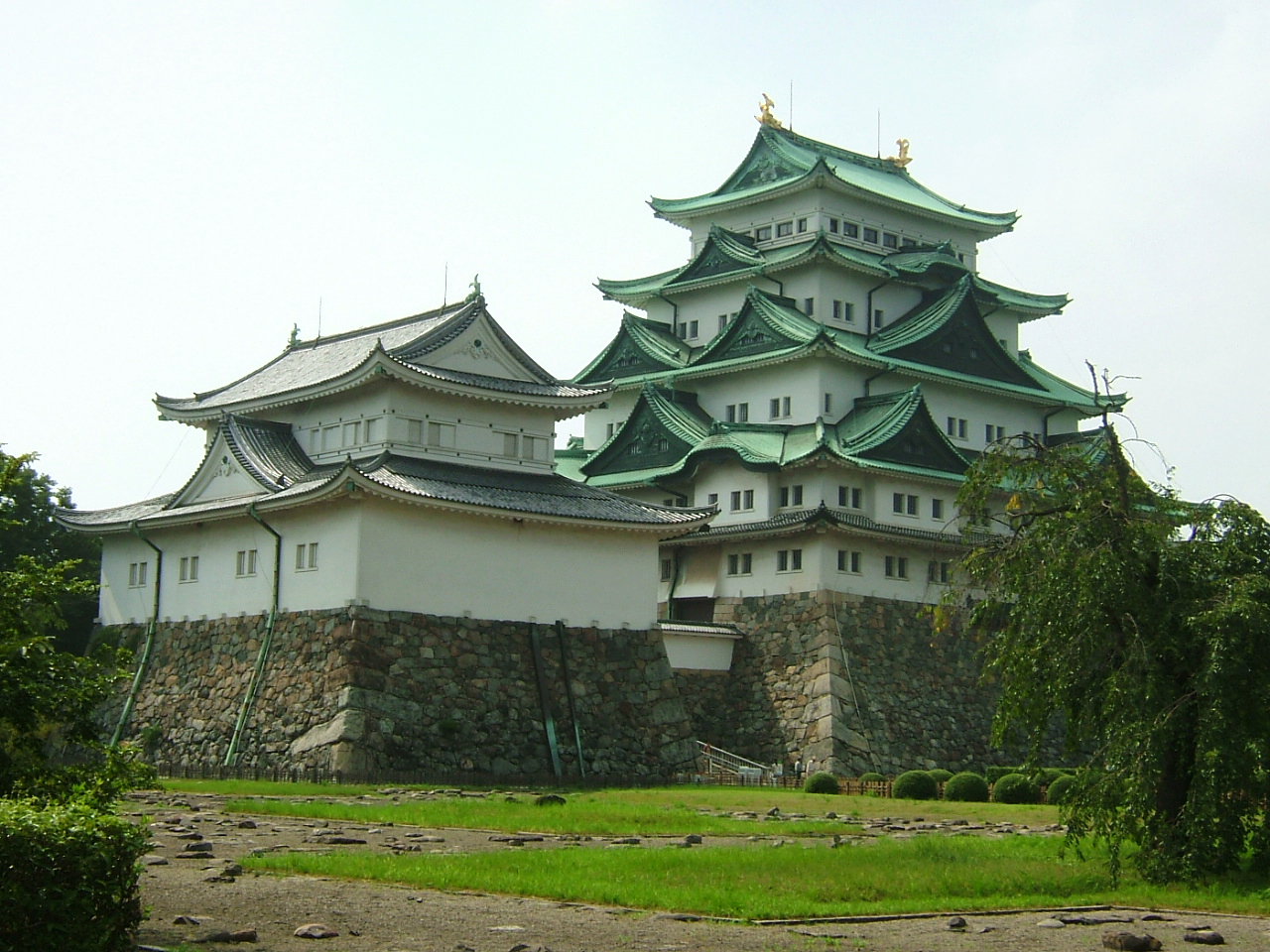
Castell Nagoya

Nagoya té 16 ku (districtes):
| - Atsuta-ku - Chikusa-ku - Higashi-ku - Kita-ku - Meito-ku - Midori-ku - Minami-ku - Minato-ku | - Mizuho-ku - Moriyama-ku - Naka-ku - Nakagawa-ku - Nakamura-ku - Nishi-ku - Showa-ku - Tempaku-ku |

## Personatges cèlebres
- Minamoto no Yoritomo: fundador del shogunat Kamakura
- Tokugawa Ieyasu: fundador i primer shogun del Shogunat Tokugawa
- Oda Nobunaga: samurai japonès del període Sengoku
- Toyotomi Hideyoshi: samurai japonès del període Sengoku
- Shibata Katsuie: samurai japonès del període Sengoku
- Niwa Nagahide: samurai japonès del període Sengoku[19]
- Maeda Toshiie: samurai japonès del període Sengoku
- Katō Kiyomasa: samurai japonès del període Sengoku
- Sassa Narimasa: samurai japonès del període Sengoku
- Sakuma Nobumori: samurai japonès del període Sengoku
- Sakuma Morimasa: samurai japonès del període Sengoku[20]
- Maeda Toshimasu: samurai japonès del període Sengoku[21]
- Sakichi Toyoda: inventor[22][23]
- Kiichiro Toyoda: fill de Sakichi Toyoda, creador de Toyota Motor Corporation
- Akio Morita: cofundador de Sony
- Koji Kondo: compositor de videojocs i director de so
- Shinichi Suzuki: violinista
- Akira Toriyama: autor de Bola de Drac
- Naoko Mori: actriu[24]
- Shigefumi Mori: matemàtic, medalla Fields[25]
- Makoto Kobayashi: Premi Nobel de Física
- Susumu Tonegawa (1939 -) metge i biòleg, Premi Nobel de Medicina o Fisiologia de l'any 1987.
- Toshihide Masukawa: Premi Nobel de Física[26]
- Midori Ito: campió del món de patinatge artístic
- Miki Ando: campió del món de patinatge artístic
- Mao Asada: campiona del món de patinatge artístic

## Gastronomia
La gastronomia local de Nagoya “Nagoya-meshi” és coneguda per tenir un sabor intens i dolç a la vegada.
Alguns plats típics són:

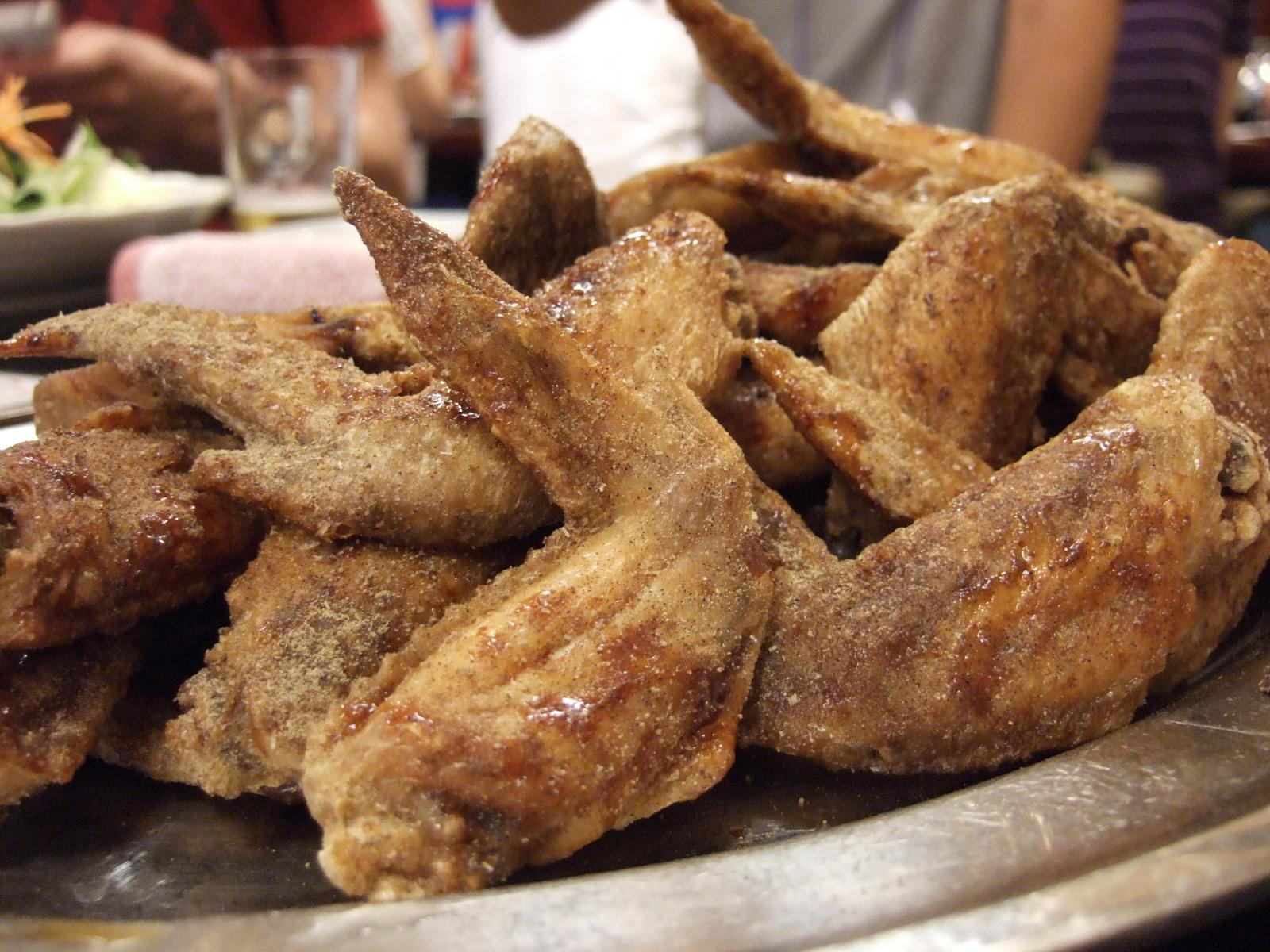
Tebasaki
Es tracta de les aletes de pollastre més famoses del Japó, també conegudes com “Nagoya no Tebasaki” essent un gran acompanyament per a una cervesa freda.
És probablement un dels plats més típics i amb els que més es relaciona a la ciutat.
A part de ser consumit en izakayas (bars japonesos) també està la cadena de restaurants Yamachan (fundada el 1981) que està especialitzada en servir diversos plats de tebasaki.
Miso katsu

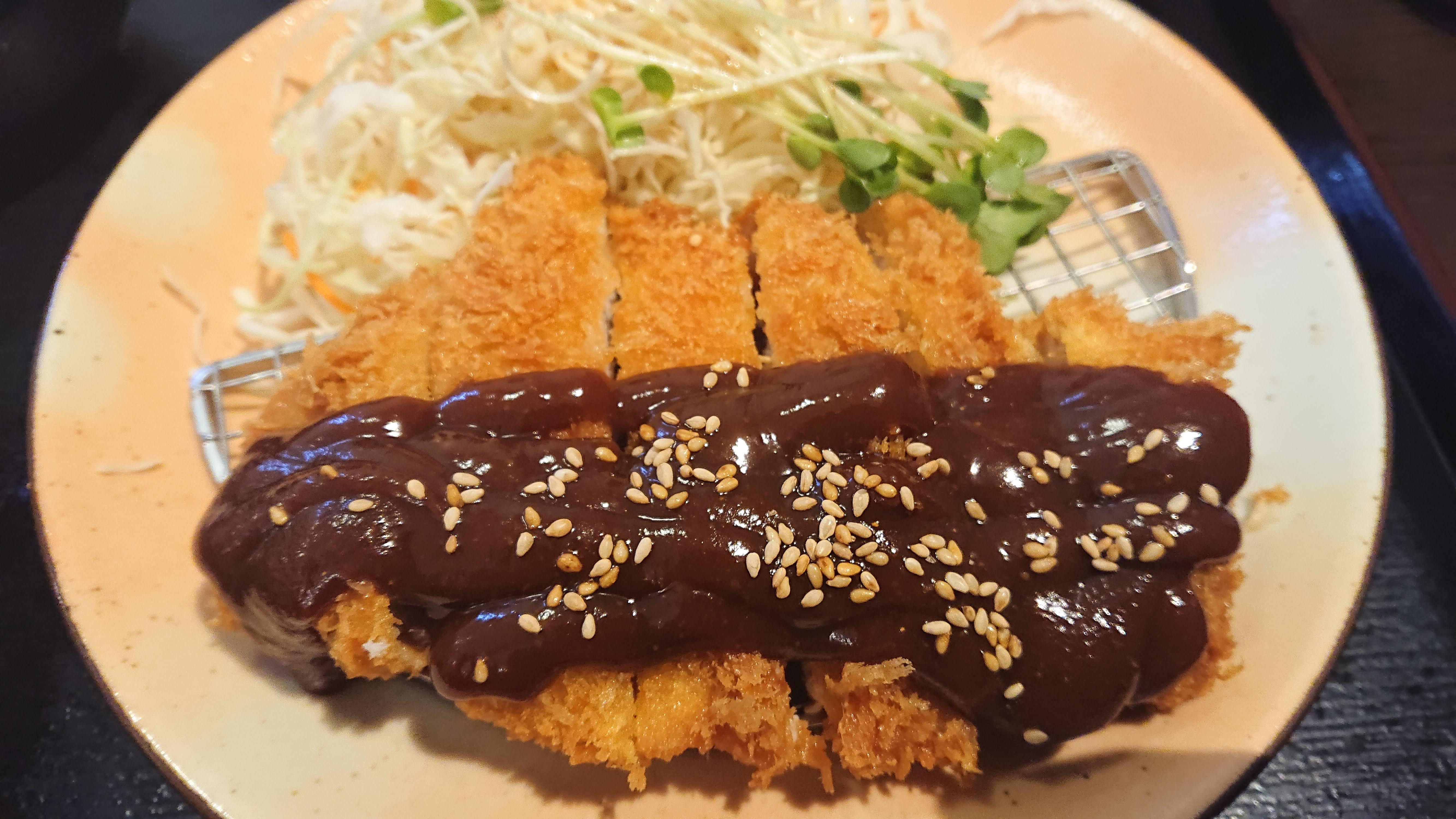
Misokatsu

Un altre deliciosa especialitat de Nagoya és el miso katsu, carn de porc arrebossada i fregida amb una saborosa salsa a base de miso, acompanyat de col ratllada i arròs.
El resultat és un sabor intens i un toc de dolçor que es complementa molt bé amb el sabor cruixent de la carn de porc. El misokatsu es serveix àmpliament en restaurants i també en konbinis en safates (bento). Una de les imatges més famoses del miso katsu ve de la famosa cadena de restaurants de Nagoya, Yabaton (fundada el 1947) on apareix un porc vestit de lluitador de sumo.

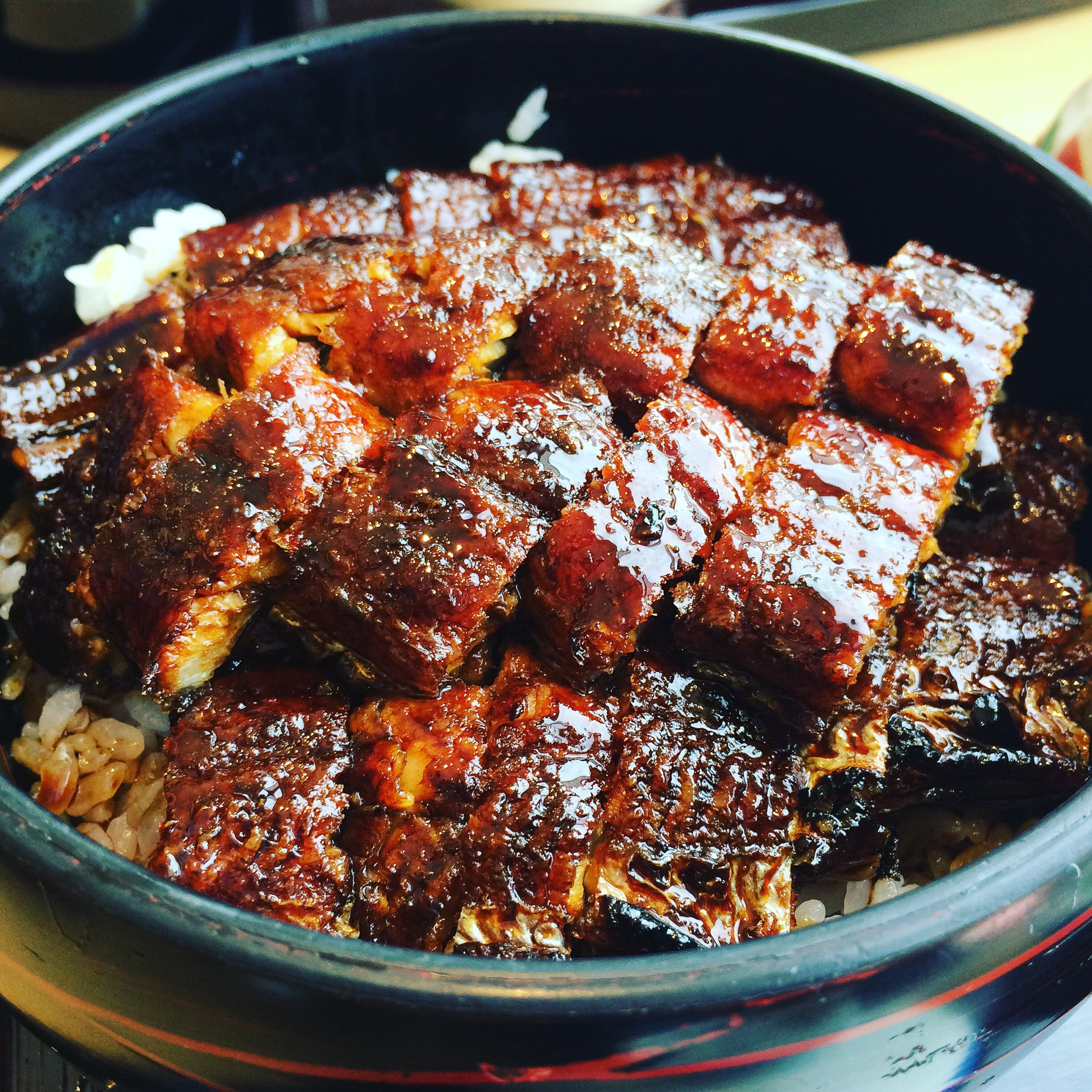
Hitsumabushi
Nagoya és el major productor d'anguila d'aigua dolça (unagi) del país, que normalment es rosteix a la graella, es banya d'una rica salsa obscura i es serveix sobre arròs. El bol de fusta tradicional va acompanyat amb una tassa d'arròs, un plat de condiments i una olla de brou. Un plat gourmet relativament car.

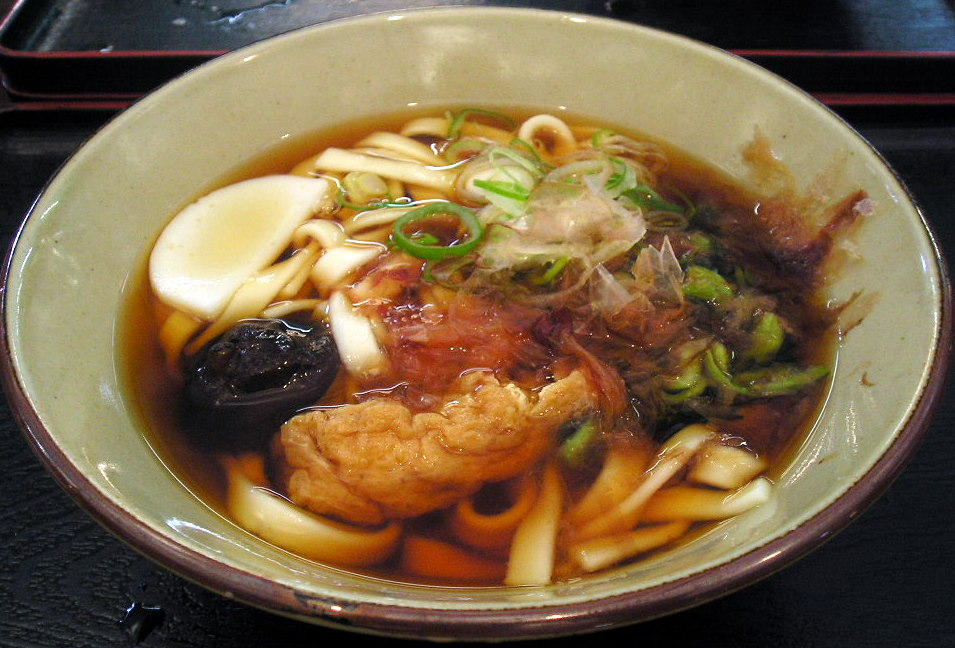
Kishimen
Els kishimen són fideus de blat amples i plans similars als udon. Un plat exquisit i econòmic.
Torrada d'Ogura

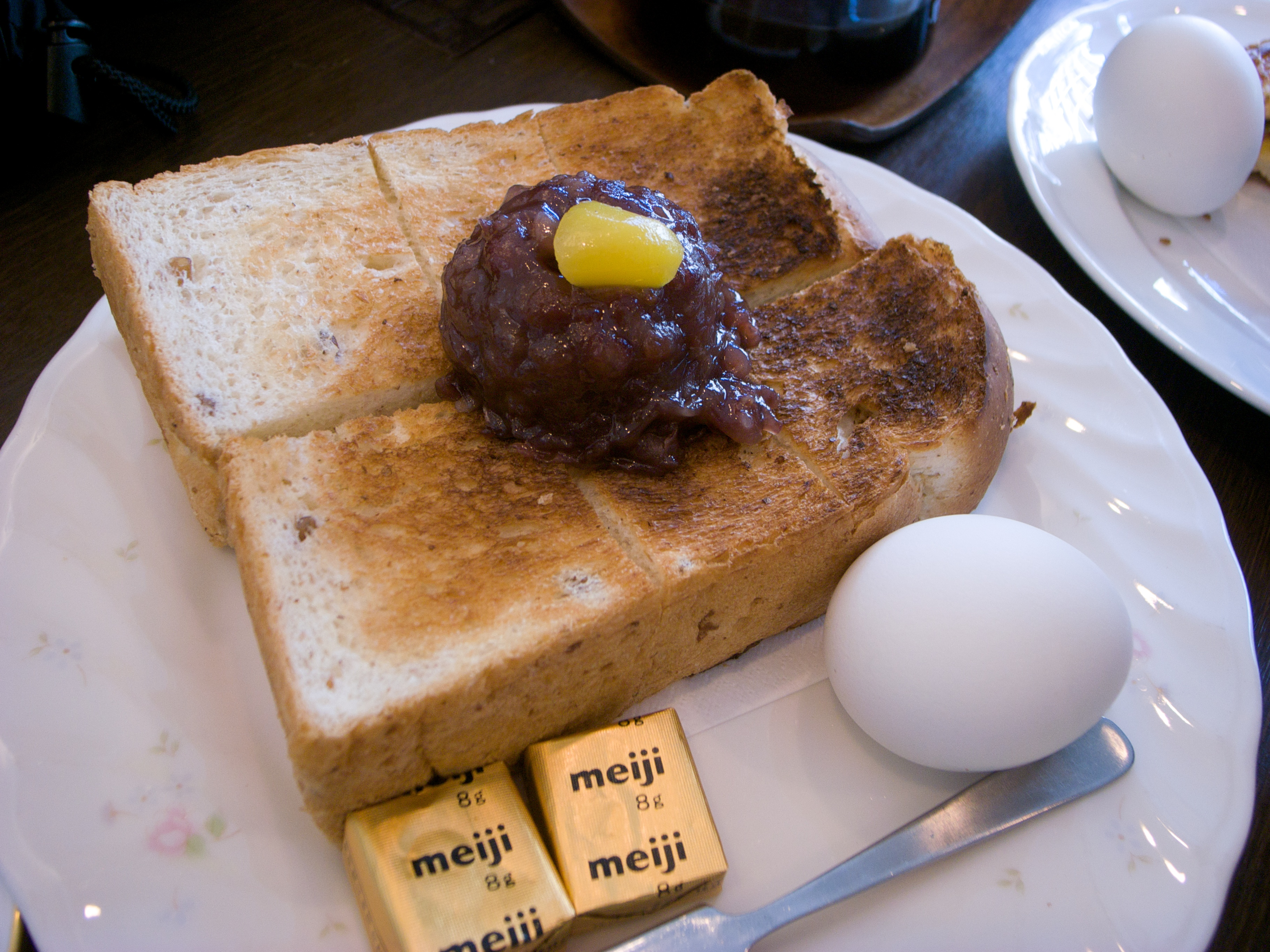
Torrada Ogura

Aquest plat consisteix en un pa suau i torrat anomenat Shokupan (pa) que es cobreix de mermelada dolça d'azuki, mantega i crema batuda com a acompanyament.
Sovint es pot trobar com a opció d'esmorzar a les cafeteries de Nagoya i és molt apreciat pels japonesos

## Esports
| Club                    | Esport   | Lliga                        | Seu                                    | Fundació | Logotip | Mascota                                                |
| ----------------------- | -------- | ---------------------------- | -------------------------------------- | -------- | ------- | ------------------------------------------------------ |
| Chunichi Dragons        | Beisbol  | Nippon Professional Baseball | Nagoya Dome                            | 1936     |         | Shaolon & Paolon, dracs blau i rosa. Doala, koala blau |
| Nagoya Grampus          | Futbol   | J League Division 1          | Toyota Stadium Mizuho Athletic Stadium | 1991     |         | Grampus-kun, orca.                                     |
| Nagoya Diamond Dolphins | Bàsquet  | B. League                    | Dolphins Arena Park Arena Komaki       | 1950     |         | DD, delfí blanc.                                       |
| Toyota Verblitz         | Rugbi    | Japan Rugby League One       | Toyota Stadium Mizuho Rugby Stadium    | 1941     |         | Riger                                                  |
| Wolfdogs Nagoya         | Voleibol | V. League 1                  | Entrio, Inazawa                        | 1961     |         | Woldo-gun, gos negre.                                  |
| Daido Steel Phoenix     | Handbol  | J Hanbdall League            | Nagoya                                 | 1964     |         | Fènix                                                  |

## Agermanaments
La ciutat compta amb cinc agermanaments:
- Los Angeles, Estats Units d'Amèrica[28]
- Ciutat de Mèxic, Mèxic[29]
- Sydney, Austràlia[30]
- Torí, Itàlia[31]
- Reims, França[32]

## Nagoya en mitjans audiovisuals
Videojocs
La ciutat de Nagoya apareix representada en el videojoc Yakuza 5 (龍が如く5 夢、叶えし者 Ryū ga Gotoku 5: Yume, Kanaeshi Mono) un videojoc d'acció i aventura desenvolupat i publicat per Sega per PlayStation 3 al desembre 2012 al Japó, que no arribaria a occident fins al 2015 en format digital, tenint una versió remasteritzada per a PlayStation 4 des de 2019.
La ciutat apareix a la Part 4 de la història, en la qual encarnem el paper del personatge Tatsuo Shinada, un exjugador de beisbol professional.
La ciutat és una representació del barri de Sakae (anomenat Kineicho al joc) on apareixen llocs famosos com la roda de Sunshine Sakae, la torre de televisió de Nagoya juntament amb el Hisaya Ōdori Park o la zona d'Oasis 21 amb la pista de gel, el mirador ovalat de vidre i l'Aichi Arts Center. També hi ha restaurants famosos com el Yamachan o Kaburaya i diverses referències a Toyota, Komeda's Coffee o el dolç local Kaeru Manju. Els plats típics com tebasaki, misokatsu, hitsumabushi o kishimen són ben presents. A més a més, a través del protagonista i els seus vincles amb altres personatges de la ciutat, es poden observar curiosos detalls i mites sobre la societat de Nagoya.